# Hikari Sasaki
Hikari Sasaki (4 de octubre de 1967) es una deportista japonesa que compitió en judo. Ganó dos medallas en el Campeonato Mundial de Judo en los años 1987 y 1989, y una medalla en el Campeonato Asiático de Judo de 1985.

## Palmarés internacional
| Campeonato Mundial  | Campeonato Mundial    | Campeonato Mundial | Campeonato Mundial |
| Año                 | Lugar                 | Medalla            | Categoría          |
| ------------------- | --------------------- | ------------------ | ------------------ |
| 1987                | Essen (RFA)           | Medalla de bronce  | –66 kg             |
| 1989                | Belgrado (Yugoslavia) | Medalla de plata   | –66 kg             |
| Campeonato Asiático |                       |                    |                    |
| Año                 | Lugar                 | Medalla            | Categoría          |
| 1985                | Tokio (Japón)         | Medalla de oro     | –66 kg             |